# Фокино (Приморский край)
Фо́кино — город краевого подчинения в Приморском крае России. Расположен в межгорной котловине вблизи залива Стрелок на побережье Японского моря, в 119 км от Владивостока.
Вместе с двумя посёлками городского типа составляет ЗАТО Фокино как городской округ и закрытое административно-территориальное образование. Здесь расположена одноимённая база ВМФ Тихоокеанского флота России.

## Этимология
Первоначально по столыпинской реформе было направлено 88 человек с Украины. Посёлок назывался Промысловка. Далее при советской власти решили создать базу Военно-морского флота и ниже под сопкой построили посёлок и позже дали название Тихоокеанский. Виталий Алексеевич Фокин был первым строителем военно-морской базы. В честь него и назван в итоге городок. На закрытых картах городок так и назывался Фокино.
В 1963—1980 годах носил название Тихоокеанский. В 1980 году переименован в честь командующего Тихоокеанским флотом, адмирала Виталия Алексеевича Фокина. Официально переименован из Шкотово-17 в г. Фокино постановлением Правительства РФ в начале 1994 года. В просторечии встречается образованное от прежнего названия — Тихоокеанский, в сокращённый — «Техас».
Из-за расположенности города вблизи складов военных баз и спецобъектов государственного значения, город часто переименовывался. В связи с этим жители г. Фокино обратились с письменным обращением в Государственное Управление делами при президенте с просьбой оставить благозвучный топоним — Тихоокеанский.
Город находится в 2 км от берега залива Петра Великого, в 130 км от Владивостока и 50 км от Находки.

## Климат
- Среднегодовая температура воздуха — 6,8 °C
- Средняя скорость ветра — 6,0 м/с
- Среднегодовое количество осадков — 850 мм.

| Показатель                                 | Янв.  | Фев. | Март | Апр. | Май  | Июнь | Июль | Авг. | Сен. | Окт. | Нояб. | Дек. | Год |
| ------------------------------------------ | ----- | ---- | ---- | ---- | ---- | ---- | ---- | ---- | ---- | ---- | ----- | ---- | --- |
| Средний суточный максимум, °C              | −6,2  | −3   | 2,7  | 9,4  | 14,5 | 18,8 | 22,2 | 23,6 | 20,0 | 13,5 | 4,8   | −2,8 | 9,9 |
| Средняя температура, °C                    | −9,3  | −5,9 | −0,1 | 6,1  | 11,0 | 15,3 | 19,0 | 20,6 | 17,0 | 10,5 | 1,8   | −6   | 6,8 |
| Средний суточный минимум, °C               | −12,2 | −8,8 | −3   | 2,8  | 7,8  | 12,3 | 16,2 | 17,9 | 14,2 | 7,7  | −0,8  | −8,7 | 3,9 |
| Источник: Метеостатистика Приморского края |       |      |      |      |      |      |      |      |      |      |       |      |     |

## История
Селение Промысловка Петровской волости, Ольгинского уезда Приморской области основано в 1891 году.
Постановлением Президиума ВЦИК от 4 января 1926 года образован Шкотовский район с центром в селе Шкотово, в состав которого вошёл Промысловский сельсовет.
Решением Приморского крайисполкома от 17 января 1958 года № 55 населенный пункт Промысловка отнесен к категории рабочих посёлков.
Поселок Тихоокеанский Шкотовского района Приморского края, зарегистрирован как населённый пункт решением Приморского крайисполкома от 13 ноября 1963 года № 726 и отнесен к категории рабочих посёлков решением Приморского крайисполкома от 28 декабря 1967 года № 1384, а рабочий посёлок Промысловка этим же решением отнесен к категории сельских поселений и в дальнейшем вошёл в черту поселка Тихоокеанский.
Посёлок Тихоокеанский Указом Президиума Верховного Совета РСФСР от 4 октября 1980 года № 10-сс выделен из Шкотовского района, переименован в закрытый город Фокино, которому распоряжением крайисполкома от 12 ноября 1980 г. № 855-рс был установлен почтовый адрес Шкотово-17 в связи с закрытием территории.
С 4 января 1994 года в соответствии с распоряжением Правительства Российской Федерации от 4 января 1994 года № 3-р, администрации Приморского края от 18 февраля 1994 года № 172-р «Об официальных географических названиях населенных пунктов», используется официальное географическое название населённого пункта Шкотово-17 — город Фокино.
«История создания этого населенного пункта была определена историей развития Тихоокеанского флота. А сегодня, после развала произошедшего в 90-е годы XX века, у жителей территории возрождаются надежды на будущее в связи с перспективой повышения роли городского округа ЗАТО и города Фокино в системе инфраструктуры, обеспечивающей базирование и боеготовность кораблей и частей ТОФ».
После сокращения флотилии подводных лодок в Павловске и фактического прекращения выходов кораблей из бухты Абрек ЗАТО Фокино (объект «ДальРАО» в бухте Разбойник) — вновь выполняет важную государственную задачу — утилизацию и хранение (в течение 70 лет) реакторных отсеков АПЛ, выведенных из состава ВМФ на Дальнем Востоке.
9 января 2025 года Правительство РФ утвердило Генеральную схему размещения объектов электроэнергетики до 2042 года. В схеме предусмотрен ввод Приморской АЭС мощностью 2 ГВт в окрестностях ЗАТО Фокино с 2033 года.

## Население
| 1900    | 1912    | 1915    | 1926    | 1959    | 1970    | 1979    | 1995    | 1996    |
| ------- | ------- | ------- | ------- | ------- | ------- | ------- | ------- | ------- |
| 123     | ↗184    | ↗379    | ↘326    | ↗8514   | ↗13 550 | ↗15 210 | ↗26 600 | ↘26 500 |
| 2001    | 2002    | 2003    | 2005    | 2007    | 2008    | 2009    | 2010    | 2012    |
| ↘25 700 | ↗26 457 | ↗26 500 | ↘26 000 | ↘25 300 | ↘25 062 | ↘25 005 | ↘23 696 | ↘23 443 |
| 2013    | 2014    | 2015    | 2016    | 2017    | 2018    | 2019    | 2020    | 2021    |
| ↘23 306 | ↘23 145 | ↗23 167 | ↗23 219 | ↘23 157 | ↘23 077 | ↘23 058 | ↘22 896 | ↘19 711 |
| 2023    | 2024    |         |         |         |         |         |         |         |
| ↘19 427 | ↘19 358 |         |         |         |         |         |         |         |

Общая численность жителей на 2018 год составляла 51,1 тысячи человек.
На 1 января 2025 года по численности населения город находился на 679-м месте из 1124 городов Российской Федерации.

## Инфраструктура
- Дом офицеров Приморской флотилии ДОФ
- Центр культуры и искусства «Спутник»
- Детская школа искусств ДШИ
- Страусиная ферма[31]
- Госпиталь ВМФ

## Достопримечательности
- Памятник погибшим в Великой Отечественной войне
- Обелиск героям Тихоокеанцам у школы № 251[32]. Демонтирован по решению администрации ЗАТО.
- Памятник Герою Советского Союза Марии Цукановой
- Православный храм Андрея Первозванного (построен в 2000 году).
- Часовня и цветная скульптура тигра — символы, отражённые в гербе города.
- Остров Путятина.
- Бухта Руднева.

## Транспорт
Осуществляются автобусные рейсы в Партизанск, Большой Камень, Находку, Владивосток, Уссурийск, Артем.